# Brunejski okruzi
Okruzi (malajski: daerah) su glavne administrativne jedinice Bruneja. Država je podijeljena na četiri okruga, Brunei-Muara, Belait, Tutong i Temburong. Temburong je eksklava; fizički je odvojen od tri ostala okruga Brunejskim zaljevom i malezijskom državom Sarawak. Svaki okrug ima grad kao svoje administrativno i glavno gospodarsko središte, s izuzetkom Brunei-Muara, gdje je glavno središte Bandar Seri Begawan, grad i glavni grad države.

## Povijest
Zemlja je ranije imala šest okruga, naime Brunej, Muara, Limau Manis (također poznat kao Ulu Brunej), Tutong, Belait i Temburong. Godine 1908. Brunei i Limau Manis spojeni su, a 1938. okruzi su restrukturirani u današnja četiri okruga.

## Administracija
Svakim okrugom upravlja okružni ured (ms. Jabatan Daerah), gdje su okružni uredi vladini odjeli pod Ministarstvom unutarnjih poslova. Šef svakog odjela je okružni službenik (ms. Pegawai Daerah) i imenuje ga vlada.
Distrikt je dalje podijeljen na mukime, a zatim se svaki mukim sastoji od nekoliko sela (ms. kampung). Svaki okružni ured upravlja mukimima i selima unutar svog okruga.

## Okruzi
| Okrug        | Sjedište                                           | Stanovništvo (popis 2016.) | Površina (km2) | Stanovništvo Gustoća (st./km2) | Broj mukimija |
| ------------ | -------------------------------------------------- | -------------------------- | -------------- | ------------------------------ | ------------- |
| Brunej-Muara | Bandar Seri Begawan (ujedno i glavni grad Bruneja) | 289630                     | 571            | 507                            | 18            |
| Belait       | Kuala Belait                                       | 69062                      | 2727           | 25                             | 8             |
| Tutong       | Pekan Tutong                                       | 48313                      | 1166           | 41                             | 8             |
| Temburong    | Pekan Bangar                                       | 10251                      | 1306           | 8                              | 5             |

## Vanjske poveznice
|  | Zajednički poslužitelj ima još gradiva o temi Brunejski okruzi |

- Okruzi Bruneja na Statoids.com